# 马诺利斯·卡洛米里斯
马诺利斯·卡洛米里斯（希臘語：Μανώλης Καλομοίρης，1883年12月24日—1962年4月3日），希腊作曲家。早年曾到维也纳学习，归国后创办了国家音乐学院，是希腊民族乐派的创始人之一。其作品受到理查·施特劳斯和俄罗斯音乐的影响，和声丰富复杂，配器手法精湛，并善于吸收希腊民间音乐。